# Lagenandra
Lagenandra es un género de plantas con flores de la familia Araceae. Es originario del subcontinente Indio.
El género es similar a Cryptocoryne.

## Taxonomía
El género fue descrito por Nicol Alexander Dalzell y publicado en Hooker's Journal of Botany and Kew Garden Miscellany 4: 289. 1852.

## Especies
- Lagenandra bogneri de Wit
- Lagenandra dewitii Crusio & de Graaf
- Lagenandra erosa de Wit
- Lagenandra gomezii (Schott) Bogner & Jacobsen
- Lagenandra insignis Trimen
- Lagenandra jacobseni de Wit
- Lagenandra keralensis Sivadasan & Jaleel
- Lagenandra koenigii (Schott) Thwaites
- Lagenandra lancifolia (Schott) Thwaites
- Lagenandra meeboldii (Engler) C.E.C.Fisch.
- Lagenandra nairii Ramamurthy and Rajan
- Lagenandra ovata (L.) Thwaites
- Lagenandra praetermissa de Wit & Nicolson
- Lagenandra thwaitesii Engl.
- Lagenandra toxicaria Dalzell
- Lagenandra undulata Sastry